# Daniel Dujshebaev
Daniel Dujshebaev (4. srpnja 1997.), španjolski rukometni reprezentativac. Sudjelovao na svjetskom prvenstvu 2019. godine.
Otac mu je poznati bivši rukometaš kirgkiskog podrijetla Talant Dujšebajev, a mati je Ruskinja. Brat Aleks Dujšebajev je također španjolski rukometni reprezentativac.